# Рашко Зайков
 Тази статия е за професора.  За поборника вижте Рашко Заеков.  
Рашко Гаврилов Зайков е български професор по физика, работил в областта на теорията на елементарните частици, с научна дейност в Германия (до 1944 г.) и България.

## Биография
Роден е на 10 декември 1901 г. в Бургас. Кандидатства за стипендия във военен колеж в Австро-Унгария и е приет. Прекъсва учението си след първата година. От 1922 г. учи в Гьотингенския университет, където слуша лекции на Давид Хилберт, Еми Ньотер, Макс Борн. Завършва математика и физика в университета и специализира една година теоретична физика при Алберт Айнщайн в Берлин. През 1925 година чете лекции в Роберт колеж в Истанбул. Там написва статията „Приложение на теорията на Хилберт – Ньотер в афинната теория на полетата“, която праща на Алберт Айнщайн за оценка и в резултат на това тя е публикувана в сп. „Mathematische Analen“. С помощта на Айнщайн получава 3-годишна стипендия на фондация „Александър фон Хумболт“ и така става първият българин, удостоен с Хумболтова стипендия.
Завръща се в България през 1928 година, работи известно време като асистент в Софийския университет, в катедрата по експериментална физика на физико-математическия факултет, тъй като е в конфликт с Г. Манев, който е начело на катедрата по теоретична физика. След това работи като учител в София (1930 – 1933) и Павликени (1940 – 1942). В края на 20-те години и началото на 30-те години публикува 17 научни труда в списанията „Zeitschrift für Physic“, и „Annalen der Physic“. В известен период от време работи като математик-статистик под ръководството на Оскар Андерсен в Статистическия институт за стопански проучвания към Софийския университет.
В периода 1942 – 1944 г. той е отново в Германия, където работи като научен сътрудник в заводите „Фау“. Предполага се, че е работил по теоретични въпроси, свързани с атомната бомба. След 9 септември 1944 г. е разпитван от съветските власти, след което се завръща в България.
След като се завръща, отново работи известно време като учител в Ботевградската гимназия. От 1946 до 1953 г. е началник на отдел „Статистика“ в ДЗИ, след което през 1953 г. става професор и старши научен сътрудник във Физическия институт при БАН, където работи до пенсионирането си. Умира на 25 ноември 1982 г. в София.